# Distichoselinum tenuifolium
Distichoselinum tenuifolium é uma espécie de planta com flor pertencente à família Apiaceae. 
A autoridade científica da espécie é (Lag.) F.García Mart. & Silvestre, tendo sido publicada em Lagascalia 12: 101. 1983.

## Portugal
Trata-se de uma espécie presente no território português, nomeadamente em Portugal Continental.
Em termos de naturalidade é endémica da Península Ibérica.

## Protecção
Não se encontra protegida por legislação portuguesa ou da Comunidade Europeia.